# Kevin March
Kevin March (Providence, 12 mei 1968) is een Amerikaans drummer, producer, songwriter en druminstructeur. Hij heeft gedrumd in onder andere The Dambuilders, Guided by Voices en Shudder to Think. March heeft daarnaast bijgedragen aan opnames voor A Camp, The Rentals en vele andere bands en artiesten. Als producer heeft March gewerkt aan de eerste twee albums van The Nowherenauts.
March heeft verschillende functies bekleed aan School of Rock, een internationale organisatie voor naschoolse muziekopleidingen.

## Biografie

### Jeugd en opleiding (1968-1991)
Kevin March werd op 12 mei 1968 geboren in Providence in de staat Rhode Island. Hij groeide op op een boerderij in York in Pennsylvania, waar hij als zesjarige jongen begon met drummen op een drumstel van Gretsch van zijn vader. March studeerde van 1988 tot 1991 aan Berklee College of Music. Daar maakte hij deel uit van de band Intense Sleeping Intents, samen met onder andere NFL-huiscomponist David Robidoux op gitaar en zanger-bassist James Guffee.

### The Dambuilders, Guided by Voices en Shudder to Think (1992-2004)
De leden van The Dambuilders waren in 1990 verhuisd van Hawaii naar Boston en zochten een nieuwe drummer. Rond 1992 deed March auditie, waarna hij met de band toerde door Europa. Zijn eerste album met de band was Islington Porn Tapes (1993). Uiteindelijk nam March drie albums op met de band.
Na The Dambuilders overwoog March om te stoppen met drummen, tot hij door Guided by Voices' frontman Robert Pollard gevraagd werd om lid te worden van zijn band. Het antwoord liet even op zich wachten. In 1994 verving March Adam Wade in Shudder to Think. Samen met March bracht de band hun laatste album 50,000 B.C. uit in 1997.  In juli 2002 trad March toe tot de bezetting van Guided by Voices, waar hij Jim MacPherson verving. Het album Universal Truths and Cycles was toen net uitgebracht, overigens met Jon McCann op drums. March' eerste album met de band was Earthquake Glue uit 2003. In april 2004 bracht Pollard het nieuws naar buiten dat Guided by Voices zou worden opgeheven. Op 31 december dat jaar gaf de band zijn laatste show. Echter, het bleek een van de twee malen dat Pollard de band ophief.

### Bloodthirsty Lovers, The Nowherenauts (2004-2013)
Nadat Guided by Voices was opgeheven, zou March een korte pauze houden. Daar kwam weinig van terecht. Op 5 oktober 2004 verscheen het album Delicate Seam van Bloodthirsty Lovers. March verzorgde de drumpartijen op vier nummers. Ook ging hij op tournee met de band. Daarnaast verleende hij medewerking aan Shudder to Think's Craig Wedren bij de opnames van diens soloalbum Lapland. March speelde drumpartijen en produceerde het album.
In 2006 was March druminstructeur aan School of Rock in Brooklyn. Daar ontmoette hij Sofie Kapur, Anders Kapur en Hunter Lombard. Twee jaar later, toen March de school verlaten had, bracht hij de drie weer samen. Bij wijze van experiment werd The Nowherenauts opgericht. Dit leidde tot een debuutalbum in 2011, geproduceerd door March. In samenwerking met co-producer Carl Glanville verscheen in 2012 het tweede album Warned you.

### Terugkeer bij Guided by Voices (2014-heden)
In 2014 werd Guided by Voices' drummer Kevin Fennell ontslagen. Hij werd vervangen door March, waarna het album Cool Planet werd uitgebracht in mei 2014. Een paar maanden later, in september, werd de band voor de tweede keer plots opgeheven. Al in 2016 vond de tweede heroprichting plaats. Sinds die tijd maakt March deel uit van de bezetting.

## Sessiemuzikant
Als sessiemuzikant heeft March bijdragen geleverd aan werk van onder andere(n) Jeff Buckley, A Camp, Hot One, James Iha en The Rentals.